# Ђорђе Марјановић
Ђорђе Ђока Марјановић (Кучево, 30. октобар 1931 — Београд, 14. мај 2021) био је југословенски и српски певач, најпопуларнији током шездесетих, седамдесетих и осамдесетих година 20. века у СФР Југославији и Совјетском Савезу и, по многима, највећа звезда југословенске и српске забавне музике.

## Биографија
Рођен је у Кучеву. Гимназију је завршио у Пожаревцу, након чега је у Београду студирао фармацију. Пошто је запоставио студије, новац је зарађивао истоварајући вагоне на железничкој станици, разносећи млеко и новине, радећи као инкасант у Радио Београду и статирајући у филму "Сви на море" и представама Југословенског драмског позоришта. Први пут је запевао на аудицији певача забавне музике коју је организовало Удружење џезиста Србије, да би у наредном периоду певао на игранкама и забавама у граду. Преломни тренутак догодио се 1958. године у Нишу. Душко Раданчевић, шеф једног малог београдског оркестра који је пратио певаче и глумце, позвао га је да пева у паузи између наступа певача забавне и народне музике. Ђорђе је отпевао четири песме - Звиждук у осам, Плаво у плавом, Стидљива серенада и каубојску песму из једног филма. Публика је фантастично реаговала, тражила бис, а Ђорђе, како је спремио само поменуте песме, све их је отпевао на бис. Његово појављивање на телевизији са песмом „Звиждук у осам“ одмах се претворило у опште одушевљење. Он је био први певач забавне музике на простору Југославије који није само стајао за микрофоном већ је падао на колена, ваљао се по поду, плакао, бацао сако у публику.
Прва ЛП плоча Ђорђа Марјановића Музика за игру (ПГП РТБ) појавила се у продаји на његов рођендан, 30. октобра 1959. године. Плоча је продата у 11.000 примерака, у време кад у Југославији није било више од 20.000 грамофона. Друга ЛП плоча, под називом Мустафа објављена је 1962. године. Омоте за обе плоче обликовао је истакнути српски дизајнер Љубомир Павићевић Фис. 1960. године са песмама Песма разносача млека и Продавач новина учествовао је на фестивалу у Опатији и освојио три награде. На такмичењу Златни микрофон 1961. године у Дому синдиката, по мишљењу публике неправедно му је одузето прво место и незадовољни „Ђокисти“ су на тргу Маркса и Енгелса (данас Николе Пашића) направили демонстрације и уличне нереде, тако да је милиција морала да интервенише. Да би некако смирио разбеснелу масу, Ђорђе се попео на кров аутомобила и одатле певао својим обожаваоцима.
1963. године започиње своју каријеру у Совјетском Савезу, чија га је публика прихватила од првог тренутка. О његовој популарности у СССР-у најбоље говори податак да је на стадиону "Лењин" имао петнаест узастопних концерата певајући сваке вечери пред петнаестак хиљада људи.
Учествовао је на готово свим југословенским фестивалима забавне музике - Београдско пролеће, Ваш шлагер сезоне, Фестивал Опатија, Песма лета, Сплитски фестивал, Загребачки фестивал, као и неколико пута на југословенском избору за Песму Евровизије. На Беовизији 2009. је наступио заједно са Оскаром и саставом Бјути квинс у песми Суперстар Огњена Амиџића, Владимира Граића и Саше Милошевића Марета.
Дана 14. априла 1990. је доживео мождани удар на концерту у Мелбурну (Аустралија) где је био гост Лепе Брене. Удар је доживео на сцени док је певао песму „Мене нема ко да жали“. После тога једно време остао је потпуно без говора. Касније му се говор повратио у извесној мери тако да може да прича али отежано. Упркос болести, на инсистирање својих обожавалаца приређивао је концерте где је углавном певао са гостима и на плејбек своје старе хитове. Појављивао се и на концертима других певача и као гост на телевизији. Опростио се од музичке публике и публике уопште 31. маја 2004. концертом у центру Сава.
Поводом 75. рођендана Ђорђа Марјановића, Културно-образовни програм РТС-а направио је серију "К'о некад у осам" од пет епизода о његовом животу и каријери, чија је промоција одржана у Руском дому, уз присуство делегација Русије, Белорусије и Украјине. Поводом 80. рођендана, 30. октобра 2011. године у Дому синдиката одржан је концерт, назван "Милорду с љубављу", на ком су Ђорђу у част певали његови пријатељи и колеге: Бора Ђорђевић, Лео Мартин, Мики Јевремовић, Цуне Гојковић, Радмила Караклајић, Екстра Нена, Драгана дел Монако, Живан Сарамандић, Оливер Њего, Душан Свилар, Андреј Бершченко, као и група Иван и клинци из Марјановићевог родног Кучева.
Јуна 2016. године, на одушевљење бројне публике, појавио се на фестивалу Песма лета у Смедереву и на плејбек извео песме Звиждук у осам, Романа и Никад није касно.
Добитник је великог броја награда и признања, међу којима су: признање Национални естрадно-музички уметник Србије (2018), Златни микрофон Радио Београда (2016), Сретењски орден трећег степена (2015), Златна плакета Београда, Орден рада, Орден заслуга за народ са сребрним венцем. Председник СССР Михаил Горбачов доделио му је Орден за учвршћивање пријатељства и ширење културних веза између Југославије и СССР.
По Србији су постојали клубови обожавалаца Ђорђа Марјановића, Ђокисти, које је он редовно обилазио, руковао се и сликао. У тадашњем Совјетском Савезу Ђорђе је био веома популаран певач. Певао је у највећим дворанама и био дочекиван са почастима. На једном од тих путовања Ђорђе је упознао и своју супругу Ели, са којом је био  у браку од 1966 до његове смрти. Имао је троје деце. Живео је у Београду.
Маријана Дујовић је о Ђорђу Марјановићу објавила биографску књигу „Енергија слободе” 2019. године.
Преминуо је 15. маја 2021. године. Иако се у почетку испоставило да је умро од последица вируса корона, његова кћи Невена је потврдила да је он заправо умро од опште слабости, будући да је имао 89 година. Сахрањен је у Алеји заслужних грађана на Новом гробљу у Београду.

## Награде и признања

### Одликовања
- Орден рада са сребрним венцем (1972)[17]
- Орден заслуга за народ са сребрним венцем
- Орден рада са сребрним венцем (СССР)
- Орден за учвршћивање пријатељства и ширење културних веза између Југославије и СССР
- Сретењски орден трећег степена - за нарочите заслуге у културним делатностима (2015)[18]
- Орден Карађорђеве звезде првог степена (постхумно, 2021)[19]

### Награде
- Златна плакета Београда
- Изванредни Златни беочуг (Културно - просветна заједница Београда), за животно дело, 1998.
- Златни мелос - награда за животно дело, 2015.
- Златни микрофон Радио Београда, 2016.[20]
- Естрадно-музичка награда за животно дело Савеза естрадно-музичких уметника Србије, 2017.[21]
- Награда за животно дело Удружења музичара џеза, забавне и рок музике Србије, 2018.[22]
- Признање "Национални естрадно-музички уметник" од Савеза естрадно-музичких уметника Србије, 2018.

## Занимљивости
- Прва плоча Ђорђа Марјановића продата је у тиражу од 11.000 примерака, у време кад у Југославији није било више од 20.000 грамофона.
- У време највеће популарности, одржавао је по неколико узастопних концерата у Дому синдиката.
- За време једног од једанаест концерата у Дому синдиката, Ђорђу Марјановићу је стигло писмо са поруком: „Молим Вас, Ђорђе, извините, нисам у могућности да дођем на Ваш концерт.” У потпису је стајало име Јованке Броз, прве даме СФРЈ.[23]
- Појавио се у неколико филмова и телевизијских серија, углавном играјући себе.
- Обожаватељи Ђорђа Марјановића познати су као „ђокисти”, а широм земље постојали су клубови ђокиста.
- Велику популарност имао је у Совјетском Савезу, а о његовим успесима у овој држави писао је и амерички Newsweek.[4]

## Дискографија
| Година           | Назив                                       | Издавач  |
| ---------------- | ------------------------------------------- | -------- |
| Студијски албуми |                                             |          |
| 1959.            | Музика за игру                              | ПГП РТБ  |
| 1961.            | Мустафа                                     | ПГП РТБ  |
| 1969.            | Пријатељи, Здраво!                          | ПГП РТБ  |
| 1975.            | А живот тече даље...                        | Југотон  |
| 1979.            | Хвала вам пријатељи                         | ПГП РТБ  |
| 1982.            | Двадесет никад више                         | ПГП РТБ  |
| Синглови         |                                             |          |
| 1960.            | Песма разносача млека                       | Југотон  |
| 1961.            | Милорд                                      | ПГП РТБ  |
| 1962.            | Сам                                         | ПГП РТБ  |
| 1962.            | Експрес кафа                                | Југотон  |
| 1962.            | Ђаволи                                      | ПГП РТБ  |
| 1962.            | Играјмо твист                               | ПГП РТБ  |
| 1963.            | Роберта                                     | ПГП РТБ  |
| 1963.            | Љиљана                                      | Југотон  |
| 1963.            | Гонзалес                                    | ПГП РТБ  |
| 1963.            | Другови из мог дворишта                     | ПГП РТБ  |
| 1963.            | Ја плаћам ове ноћи                          | ПГП РТБ  |
| 1964.            | Звиждук у осам тема из филма Звиждук у осам | ПГП РТБ  |
| 1964.            | Медисон у Мексику                           | ПГП РТБ  |
| 1965.            | Ђаволи                                      | ПГП РТБ  |
| 1966.            | Другови моји                                | ПГП РТБ  |
| 1967.            | Девојке                                     | ПГП РТБ  |
| 1968.            | Романа                                      | ПГП РТБ  |
| 1968.            | Мене нема ко да жали                        | ПГП РТБ  |
| 1969.            | Ако љубави нема                             | ПГП РТБ  |
| 1970.            | Од љубави до мржње/На гори расте јоргован   | ПГП РТБ  |
| 1970.            | Од љубави до мржње/На гори расте јоргован   | ПГП РТБ  |
| 1971.            | За дане љубави                              | ПГП РТБ  |
| 1971.            | И тако оде Марија                           | ПГП РТБ  |
| 1971.            | Диду-лиду-даду/Дирлада                      | ПГП РТБ  |
| 1972.            | Грешница                                    | Југотон  |
| 1972.            | Та тужна музика/Диги-диги-дајге             | Југотон  |
| 1974.            | Живиш сама/Она ме не воли више              | Студио Б |
| 1974.            | А живот тече даље/Ема, Емили                | Југотон  |
| 1975.            | Последњи воз/Песма са планине               | Југотон  |
| 1975.            | Чинге-Линге/Ако човек живи сам              | Југотон  |
| 1977.            | Бела дама-Црни краљ                         | ПГП РТБ  |
| 1978.            | Никад није касно/Ружичасти снег             | Југотон  |
| 1979.            | Кабаре/Лудо срце                            | ПГП РТБ  |

## Фестивали
Београдско пролеће:
- Анђелина, победничка песма / Нек' прође зима, друга награда публике, '61
- Киша и ми (дует са Надом Кнежевић), '61
- Стјуардеса, победничка песма, '62
- Мале ствари, трећа награда публике, '62
- Београде, друга награда публике, '63
- Девојка мога града, друго место, 64
- Украшћу те / Девојке (алтернација са Златком Голубовићем), трећа награда публике'66
- Чему лажи, победничка песма,  '67
- Две црвене руже, победничка песма, '68
- Ако љубави нема, друго место, '69
- Од љубави до мржње, '70
- На гори расте јоргован (Вече шансона), '70
- За дане љубави, '71
- Мађионичар (са дечјим хором "Колибри", дечије песме), '76
- Бела дама, црни краљ, трећа награда публике, трећа награда за композицију и награда за текст, '77
- Никад није касно, друга награда публике, '78
- Кабаре, трећа награда за композицију, '79
- Објављујем рат, победничка песма, '82
- Играм своју игру, '83
- Лубенице (Дечје београдско пролеће), '83
- Две црвене руже / Никад није касно, (Вече ретроспективе - највећих хитова са фестивала Београдско пролеће), '88

 Песма лета:
- Романа, друго место, '68
- Да ми је ова памет била, '69
- Ако ме желиш драга, '71
- Грешница, '72

 Опатија:
- Песма разносача млека, I награда слушалаца радио и ТВ станица и победничка песма, '60
- Продавач новина (алтернација са Марком Новоселом), II награда жирија, III награда слушалаца ЈРТ, '60
- Гледам те (алтернација са Вишњом Корбар), '62
- Ја сам крив (алтернација са Живаном Милићем), '63
- Немој сада да ме остављаш (дует са Радмилом Караклајић), '63
- Потражи ме у предграђу (алтернација са Ладом Лесковаром), победничка песма, '64
- Здраво, здраво, '65
- Пролећни дани (алтернација са Елвиром Воћом), '65
- Здраво, здраво (и женски вокални секстет Адмира) / Другови, стари другови (алтернација са Душаном Јакшићем), '66
- Недељом ујутро (алтернација са Жарком Данчуом), '67
- Галеб и гавран (алтернација са Златком Голубовићем), '68
- Не схваћам те, '69
- Дуги дани, кратке ноћи (алтернација са Златком Голубовићем), '70

 Сплит:
- Ћакуле о сиромајима, прва награда публике и победничка песма, '62
- Море злато / Граде мој / Каштеланске балатуре (дует са Бети Јурковић), друга награда жирија и друга награда публике,  '65
- Сплићанин прави, '68

 Ваш шлагер сезоне, Сарајево:
- Јесењи валцер / Игра је завршена, '69
- Пријатељу мој, '70
- Хиљаде година још, '71
- Та тужна музика, четврто место, '72

 Загреб:
- Љубав прашта све (дует са Бети Јурковић), '61
- Свечаност, '61
- Љиљана / Улицама среће, '62
- Лијепа Марија / Ми ћемо остати (алтернација са Габи Новак), '63
- Дечак с краја улице (алтернација са Марјаном Держај), '63
- Клин, '64
- Лијепо ми је кад сам с тобом / Сунце ће сјати за све људе овог свијета (алтернација са Про арте), '68
- Продавач узалудних ствари, '69
- Девојка у плавим фармеркама, '72

Југословенски избор за Евросонг:
- Реч ил' две, Љубљана '61
- Велика љубав, Београд '63
- Стари крај / Полетни ветре, 'Загреб '65
- Најлепши дан, Београд '66
- Не верујем ти више, Скопље '68

Скопље:
- Оди, барај, '72

Беовизија:
- Суперстар (са Огњеном Амиџићем и Beauty Queens),   пето место, 2009

Сабор народне музике Србије, Београд:
- Награда националног естрадно - музичког уметника Србије, 2018

## Филмографија
| Година | Назив                    | Улога |
| ------ | ------------------------ | ----- |
| 1962.  | Звиждук у осам           | певач |
| 1962.  | Медитеранско путовање    |       |
| 1963.  | Звуци уз обалу           |       |
| 1963.  | Детелина са три листа    |       |
| 1963.  | Шест свечаних позивница  |       |
| 1963.  | Дугме за пети спрат      |       |
| 1965.  | Пева се у свету          |       |
| 1966.  | Рођена на Сени           | певач |
| 1967.  | Забавља вас Мија Алексић |       |
| 1969.  | Весело вече - 20 година  |       |
| 1973.  | Образ уз образ           |       |
| 1973.  | Наше приредбе            |       |
| 1976.  | Част ми је позвати вас   |       |
| 1978.  | Музика моје младости     |       |
| 1979.  | Седам плус седам         |       |
| 1980.  | Полетарац                |       |
| 1980.  | Мама и грешница          |       |
| 1988.  | Звездана прашина 2       | певач |